# Miles Cove
Miles Cove es un pueblo canadiense situado en la provincia de Terranova y Labrador.

## Superficie
Miles Cove tiene una superficie de 3,98 km².

## Demografía
En 2021, tenía 97 habitantes, una densidad poblacional de 24,3 hab./km², y 65 viviendas.